# Пралия, Ненад
Ненад Пралия (хорв. Nenad Pralija; род. 11 декабря 1970, Сплит) — хорватский футболист, выступавший на позиции полузащитника. Наиболее известен по выступлениям за сплитский «Хайдук» и сборную Хорватии.

## Клубная карьера
Пралия начал свою карьеру в клубе из своего родного города «Сплит», где провёл три года, прежде чем перейти в более именитый сплитский «Хайдук». В свой первый сезон в «Хайдуке» полузащитник внёс вклад в успешное выступление команды в Лиге чемпионов, в частности, отметившись эффектным ударом с лёта в матче группового этапа против «Андерлехта», который не смог отбить вратарь бельгийской команды Филип де Вильде. Пралия провёл весь тот матч на позиции левого защитника, хотя на этой позиции он никогда раньше не играл. В последующих сезонах футболист продолжал прогрессировать, так по итогам сезона 1995/1996 стал лучшим бомбардиром «Хайдука», забив 17 голов в 26 матчах. Он быстро завоевал симпатии у болельщиков «Хайдука» и два года подряд (1995 и 1996) удостаивался премии «Сердце Хайдука».
После трёх успешных лет в «Хайдуке» Пралия перешел в клуб испанской Ла Лиги «Эспаньол», где поначалу играл в основе команды, которую тренеровал Хосе Антонио Камачо, но вскоре впал в немилость у наставника, поэтому вернулся в «Хайдук» на вторую половину сезона 1998/1999. После этого он провел год в клубе итальянской серии А «Реджина», а затем перешёл в израильский «Маккаби» из Хайфы. В «Маккаби» Пралия провёл очень успешный период, играя вместе с соотечественником хорватом Джовани Росо и тренируясь под руководством Аврама Гранта. За это время он выиграл два чемпионата Израиля и снова выступал в Лиге чемпионов, на этот раз забив гол в ворота «Байера» из Леверкузена на стадионе «Бай-Арена». Пралию причисляют к одному из лучших игроков «Маккаби» начала 2000-х годов.
После «Маккаби» в 2003 году он снова вернулся в «Хайдук». Поначалу он был постоянным игроком основы и даже некоторое время был капитаном команды, но вскоре после прихода в клуб Нико Кранчара и Ивана Леко на фоне постепенного ухудшения его показателей, Пралии пришлось покинуть «Хайдук». Во время зимнего перерыва в сезоне 2005/06 он перешёл в команду Третьей лиги «Трогир», где и завершил свою игровую карьеру. Спустя полгода Пралия занял пост спортивного директора клуба. Под его руководством «Трогир» вышел в Вторую лигу ХНЛ, но вскоре после этого события он подал в отставку.

## Карьера в сборной
11 июня 1995 года Ненад Пралия дебютировал за сборную Хорватию, заменив Алёшу Асановича в матче против Украины. Всего он провёл 11 матчей за национальную команду, забив один гол в товарищеском матче с Чехией, но не смог закрепиться в сборной эпохи Мирослава Блажевича. Пралия высказался о своём месте в национальной команде, что он «родился в неподходящее время, поскольку было невозможно завоевать себе место в команде, в которой были такие игроки, как Алёша Асанович, Звонимир Бобан и Роберт Просинечки». 12 июня 1997 года он провёл свой последний матч за сборную Хорватию, выйдя на поле в стартовом составе в товарищеском матче с Турцией. На 60-й минуте Пралия был заменён на Миленко Мумлека.

## Достижения
Хайдук Сплит
- Чемпион Хорватии: 1993/94, 1994/95, 2003/04, 2004/05
- Обладатель Кубка Хорватии: 1994/95
- Обладатель Суперкубка Хорватии: 1993, 1994, 2004, 2005

Маккаби Хайфа
- Чемпион Израиля: 2000/2001, 2001/2002
- Обладатель Кубка Тото: 2002/03[англ.]

Сборная Хорватии
- Обладатель Кубка короля Хасана II[англ.]: 1996[англ.]

Индивидуальные
- Премия «Сердце Хайдука»[англ.]: 1995, 1996